# Ed Peterson
Edward T. Peterson, detto Ed (Buffalo, 27 giugno 1924 – Syracuse, 20 marzo 1984), è stato un cestista statunitense, professionista nella NBL e nella NBA.

## Carriera
Venne selezionato dai New York Knicks nel Draft BAA 1948.